# The Moscow Times
The Moscow Times – anglojęzyczny dziennik wydawany w Moskwie od 1992 roku do 2017. Gazeta była za darmo rozprowadzana m.in. w hotelach, restauracjach i kawiarniach, ale nie była dostępna w kioskach. Istniała również możliwość prenumeraty. Choć skierowana była głównie do cudzoziemców, to czytało ją również coraz więcej Rosjan. W 2008 roku jej nakład wynosił ok. 35 000 egzemplarzy, a w 2015 wzrósł on do 75 000 egzemplarzy.
Dziennik w wersji papierowej miał kilka stałych działów tematycznych jak m.in.: ogłoszenia, rozrywka, giełda, czy wiadomości z Rosji i ze świata. Na jego łamach często publikowali teksty wybitni rosyjscy dziennikarze, którzy nieraz krytykowali postawę obecnych władz Rosji.
Od 2009 funkcjonuje jako portal internetowy w języku angielskim, a w 2020 pojawiła się wersja rosyjskojęzyczna.

## Historia
Pierwszy numer gazety został opublikowany 2 października 1992 r. Początkowo pismo ukazywało się dwa razy w tygodniu, a po kilku miesiącach stało się dziennikiem. Było też pierwszą zachodnią gazetą, którą zaczęto wydawać w Rosji. Do 2000 roku jej redakcja mieściła się w starej siedzibie Prawdy. W 1997 zarejestrowano jej adres www.moscowtimes.ru.
W latach 2003–2004 do gazety dołączono dodatki poświęcone pracy i karierze zawodowej oraz nieruchomościom, a w 2005 r. pojawił się przewodnik po Moskwie z informacjami turystyczno-kulturalnymi. Do 2005 r. dziennik był własnością wydawnictwa Independent Media, wydającego także gazety Wiedomosti i The St. Petersburg Times (petersburski odpowiednik The Moscow Times) oraz rosyjskojęzyczne wersje magazynów ilustrowanych: FHM, Men’s Health i Cosmopolitan. W 2005 r. wydawnictwo zostało kupione przez fińską grupę medialną Sanoma.
W 2006 r. gazeta rozpoczęła współpracę z International Herald Tribune, a trzy lata później uruchomiła swoją stronę internetową, choć domenę zarejestrowała już w 1997 roku. W 2010 r. pojawił się pierwszy kolorowy numer wraz z nowymi działami. W kolejnym roku opublikowano przewodnik po Rosji dla turystów, napisany przez obcokrajowców, którzy tam wcześniej mieszkali. W 2012 roku z okazji dwudziestolecia gazety zorganizowano galę w hotelu Baltschug Kempinsky w Moskwie.
W 2009 pojawiła się anglojęzyczna strona internetowa The Moscow Times.
Fińska Sanoma sprzedała gazetę w kwietniu 2015 rosyjskiemu biznesmenowi Demianowi Kudriawcewowi. Po przejęciu ówczesny redaktor naczelny Nabi Abdullaev zrezygnował, gdyż wpadał w konflikty z nowym właścicielem. Nowym redaktorem naczelnym został Mikhail Fishman. The Moscow Times po zmianie właściciela zmienił cykl wydawniczy z dziennika na tygodnik.
W lipcu 2017 pojawił się ostatni numer papierowej wersji, a w październiku nowym właścicielem został Vladimir Jao. W marcu 2020 pojawiła się rosyjskojęzyczna wersja strony internetowej tego medium.
20 pracowników The Moscow Times przeniosło swoją siedzibę do Amsterdamu po tym jak rosyjski rząd zaostrzył przepisy wobec mediów w marcu 2022. W kwietniu 2022 redakcja opublikowała artykuł o rosyjskich policjantach, którzy zbuntowali się przeciwko uczestnictwu w wojnie z Ukrainą. Wtedy Roskomnadzor zablokował rosyjskojęzyczną wersję strony internetowej The Moscow Times, a decyzję uzasadnił oskarżeniem o rozpowszechnianie fałszywej informacji. Blokada nie dotknęła anglojęzycznej wersji portalu, a rosyjskojęzyczna wymaga VPN-u w celu uzyskania do niej dostępu na terenie objętym cenzurą.

## Stałe działy
- Wiadomość – najważniejsze informacje z Rosji i świata
- Biznes i finanse – sprawozdania ze świata biznesu
- Giełda – wiadomości finansowe i giełdowe
- Opinie – opinie o aktualnych wydarzeniach
- Nieruchomość – rynek nieruchomości (sekcja tematyczna pojawiająca się w każdy wtorek)
- Praca – wolne miejsca pracy i edukacja (w każdą środę i piątek)
- Ogłoszenia drobne – prywatne ogłoszenia
- Miniprzewodnik – informacje dla turystów
- Rozrywka – najważniejsze wydarzenia dnia, ogłoszenia zagranicznych społeczności Moskwy
- Kontekst – czas wolny i rozrywka
- What’s On – kalendarz wydarzeń kulturalnych: kino, teatr, wystawy, balet, opera (w każdy czwartek)